# Raymond Borde
Raymond Borde (Tolosa de Llenguadoc, 28 d'agost de 1920 - 20 de setembre de 2004) és un crític de cinema i assagista francès, cofundador i conservador de la Cinematèca de Tolosa.
Pròxim al moviment surrealista i d'André Breton, va col·laborar a diverses revistes, incloses Positif i Premier Plan. Vicepresident de la Federació Internacional d'Arxius Fílmics de 1966 a 1990, va publicar una vintena d'obres.

## Biografia
Després de doctorar-se en dret a la Universitat de Tolosa de Llenguadoc, Raymond Borde va treballar d'inspector financer. Al mateix temps, realitza una activitat vinculada al cinema.
Com a crític de cinema, col·labora en nombroses revistes. Els seus principals interessos són el cinema negre, el burlesc i el cinema social americà. El 1955, va subratllar l'originalitat de Robert Aldrich.
Raymond Borde va ser membre del consell editorial de Positif des de 1954 fins a 1967. Membre del Partit Comunista Francès fins al 1958, va ser partidari del cinema compromès i va prendre posicions contra els Cahiers du cinéma i els directors de la Nouvelle Vague, dels quals ell denuncia la política d'auteur i les derives dretanes.
Va col·laborar a la revista Les Temps Modernes de Jean-Paul Sartre de 1954 a 1961,en la que va escriure ressenyes cinematogràfiques així com articles polítics. El seu article sobre « La fin du Stalinisme » li va costar l'expulsió del Partit Comunista, tot i que av restar fidel a una cultura d'esquerres. Es va oposar a la Guerra d'Algèria i el 1960 va signar el Manifest dels 121 sobre el dret a la insubmissió.
Molt lligat al gènere fantàstic, també va contribuir a la revisió Midi-Minuit Fantastique del 1966 al 1971, on va escriure articles sobre pintura i cinema.
Alhora, mentre era animador del Ciné-Club de Tolosa, el 1952 va trobar una còpia de Ring d'Alfred Hitchcock als encants. Després va aplegarr amb altres cinèfils (sobretot Roger Icart, també amfitrió del Ciné-Club i apassionat del cinema mut), una trentena de pel·lícules mudes que van recollir als mercats i als recintes firals. Aquestes pel·lícules constituiran les primeres col·leccions de la Cinématèca de Tolosa.
El 1958, va fer de la conservació del patrimoni cinematogràfic una prioritat i va crear un arxiu dins del Centre Regional de Documentació Pedagògica al 3 rue Roquelaine de Tolosa, un edifici estatal que li confereix el reconeixement oficial malgrat la seva falta d'estatut jurídic. Raymond Borde va obtenir així el suport de l'O.R.O.L.E.I.S. (Oficina Regional per a Obres Laiques d'Educació per la Imatge i el So) a Tolosa, que el posa en contacte amb les antigues Oficines de cinema educatiu, gràcies a les quals recull nombroses còpies i augmenta per deu les col·leccions.
Des del 12 de desembre de 1958 s'hi organitzaren projeccions, incloses en nom de la Cinémathèque Française. Raymond Borde és partidari de la col·laboració internacional entre les filmoteques, raó per la qual les seves relacions amb Henri Langlois es van deteriorar ràpidament quan aquest va trencar amb la Federació Internacional d'Arxius Fílmics (FIAF) després del Congrés d'Estocolm de 1959.
El 12 de febrer de 1964, Raymond Borde va fundar oficialment la Cinematèca de Tolosa, inscrita al Diari Oficial sota l'estatut de la llei d'associació de 1901. Conserva l'adreça del 3 rue Roquelaine abans de traslladar-se el 1971 a la 12 rue du Faubourg Bonnefoy i establir un centre d'emmagatzematge a Vernet (Alta Garona).
El 23 de juny de 1965, la Cinematèca de Toloss es va unir a la FIAF, les relacions que va establir amb la Cinemateca Reial de Bèlgica i el Gosfilmofond de Moscou li van permetre enriquir considerablement les seves col·leccions. En particular, ha adquirit grans clàssics del cinema francès i americà, així com una important col·lecció de cinema soviètic.
L'adhesió a la Cinematèca de Tolosa a la FIAF marca el final de les relacions entre Raymond Borde i Henri Langlois. El 1968, Raymond Borde es va pronunciar contra ell durant l'"afer Langlois", denunciant el secretisme i la falta de racionalitat de la seva gestió, en detriment de la preservació de les pel·lícules. La seva intervenció contra Langlois al diari Le Monde va significar que Borde fos exclòs del grup surrealista.
Des de la dècada de 1970, va contribuir a la revista d'història cinematogràfica Les Cahiers de la Cinémathèque de l'Institut Jean-Vigo de Perpinyà. El 1986 va fundar amb Pierre Guibbert la revista Archives, formada per dossiers d'arxius de la Cinematèca de Tolosa i de l'Institut Jean-Vigo.
Conservador de la Cinematèca de Tolosa fins al 1996 i vicepresident de la FIAF de 1966 a 1990, va dedicar la seva vida a la defensa del patrimoni cinematogràfic i de la història del cinema.

## Filmografia
Raymond Borde és un dels vuit membres fundadors del Groupe des cinéastes indépendants el 1963. Sota aquest títol, va dirigir Peintures d'Adrien Dax el 1960 amb Raimond Cazaux i aparegué a Préparatifs de noces à la campagne de Raimond Cazaux el 1962.
Proper a André Breton i al moviment surrealista, va dirigir Les Agates el 1963 així com un curtmetratge dedicat al pintor Pierre Molinier el 1964. També va aparèixer a la pel·lícula interrompuda Le Surréalisme de Robert Benayoun i Jacques Brunius, rodada. el 1964 i inacabada.
També va rodar un curtmetratge anomenat Peinture close sobre el pintor tolosà Robert Thon.

## Publicacions
Raymond Borde va publicar nombroses obres sobre cinema, reflectint la varietat dels seus interessos (burlesc, animació, cinema negre, cinema social ...). És sobretot l'autor de Panorama du film noir américain (1955), coescrit amb Étienne Chaumeton, que consagra la nocció de « film noir », i d'un assaig sobre Les Cinémathèques (1983), en el qual posa les bases teòriques. i estableix una avaluació de la conservació del patrimoni cinematogràfic.
També és autor d'un fulletó anarquista L'Extricable (1963), així com una novel·la autobiogràfica Le 24 août 1939 (1995).